# La Pépinière-Théâtre
Pour les articles homonymes, voir La Pépinière.
La Pépinière-Théâtre (ou simplement La Pépinière) est un théâtre parisien situé 7 rue Louis-le-Grand dans le 2e arrondissement de Paris.

## Historique
La salle est inaugurée sous le nom de théâtre de la Potinière le 3 mai 1919 par Saint-Granier et Gaston Gabaroche. Ils y présentent successivement les revues Danseront-ils ? de Saint-Granier et Abadie, Vas-y-voir de Saint-Granier et Rip, Mazout alors de Saint-Granier et Briquet avec Arletty.

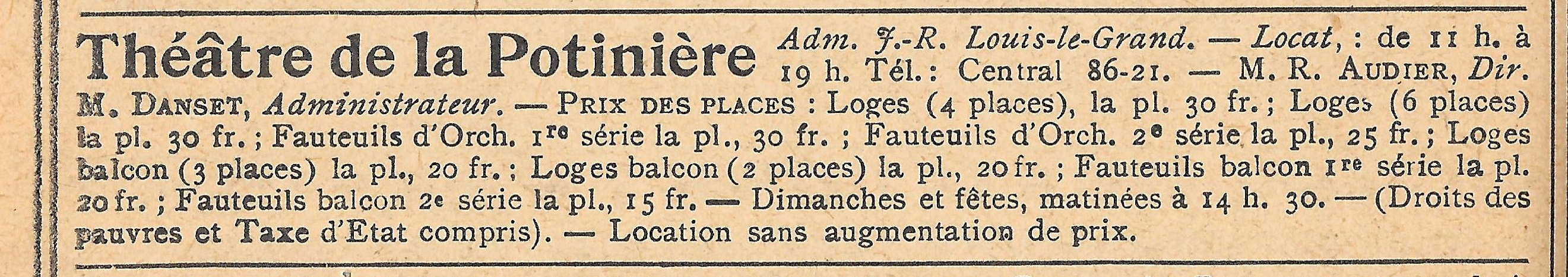
Prix des places et administration en 1925.

En 1920, Raoul Audier prend la direction du théâtre et invente, avec son collaborateur Édouard Beaudu, Les Goûters à la Parisienne, deux heures de spectacle avec thé-concert de 16 h à 18 h. Le théâtre change souvent de direction : Jean Charlot en 1924, Maurice Suez en 1926, Marguerite Bériza en 1928. Raoul Audier revient l'année suivante et engage les comédiens Jules Berry et Suzy Prim ainsi que l'affichiste Paul Colin qui réalise les décors des pièces présentées. Camille Choisy, fondateur du théâtre Saint-Georges, prend la direction en 1933 pour quelques mois.
En 1935, le théâtre devient une salle de cinéma. En 1937, les frères Vincent et Émile Isola présentent un spectacle de prestidigitation dans la salle qui devient le théâtre Isola. En 1938, Max Danset, l'ancien administrateur de Raoul Audier, devient directeur et rebaptise le théâtre en théâtre George VI (en référence au théâtre Edouard VII voisin).
En 1940, la salle devient le théâtre Louis-le-Grand et présente du music-hall. En 1942, Jean de Turenne prend la direction de la salle qui redevient le théâtre de la Potinière. Martine de Breteuil lui succède en 1948, axant  essentiellement sa programmation sur des comédies et vaudevilles. Le théâtre ferme en 1958 jusqu'en 1961. Cette année-là, sous le nom de théâtre des Deux-Masques, est présenté OSS 117 avec Claudine Coster. 
En 1962, le théâtre redevient le théâtre de la Potinière. Denise Moreau-Chantegris en prend la direction en 1966. La programmation reste basée sur les comédies jusqu'en 1974, où est présenté Zelmen ou la Folie de Dieu d'Elie Wiesel avec Daniel Emilfork.
En 1975, après une fermeture de quelques mois, Pierre Sala s'installe aux commandes et rebaptise la salle Biothéâtre, jusqu'en 1978 où réapparait le nom théâtre de la Potinière. Au début des années 1980, le groupe musical Bratsch s'y produit . En octobre 1984, l'émission de Philippe Bouvard sur Antenne 2, Le Petit Théâtre de Bouvard, y est enregistrée.
En 1993, nouvelle direction de Pierre Jacquemont, nouvelle orientation musicale et nouveau nom : Pépinière-Opéra. Les spectacles et pièces présentés sont régulièrement nommés et lauréats aux Molières.
En janvier 2008, le théâtre est repris par Antoine Coutrot, Emmanuel de Dietrich et Caroline Verdu-Sap. 
En 2010, 50 théâtres privés parisiens réunis au sein de l’Association pour le soutien du théâtre privé (ASTP) et du Syndicat national des directeurs et tourneurs du théâtre privé (SNDTP), dont fait partie La Pépinière, décident d'unir leur force sous une enseigne commune : les Théâtres parisiens associés
La capacité de la salle est actuellement de 347 places. 
Jean-Laurent Cochet y donne ses cours d'art dramatique.